# Kisteleki járás
A Kisteleki járás Csongrád-Csanád vármegyéhez tartozó járás Magyarországon, amely 2013-ban jött létre. Székhelye Kistelek. Területe 410,20 km², népessége 18 152 fő, népsűrűsége 44 fő/km² volt a 2012. évi adatok szerint. Egy város (Kistelek) és 5 község tartozik hozzá.
A Kisteleki járás a 2013-ban teljesen újonnan létrehozott járások közé tartozik, Kistelek korábban soha nem volt járási székhely, bár szolgabírói kirendeltség működött itt a 20. század első felében.

## Települései
| Település   | Rang (2013. július 15.) | Kistérség (2013. január 1.) | Népesség (2012. január 1.) | Terület (km²) |
| ----------- | ----------------------- | --------------------------- | -------------------------- | ------------- |
| Kistelek    | járásszékhely város     | Kisteleki                   | 7 020                      | 69,19         |
| Baks        | község                  | Kisteleki                   | 1 963                      | 61,92         |
| Balástya    | község                  | Kisteleki                   | 3 423                      | 110           |
| Csengele    | község                  | Kisteleki                   | 1 967                      | 60,66         |
| Ópusztaszer | község                  | Kisteleki                   | 2 299                      | 59,5          |
| Pusztaszer  | község                  | Kisteleki                   | 1 480                      | 48,93         |